# Romy Jaster

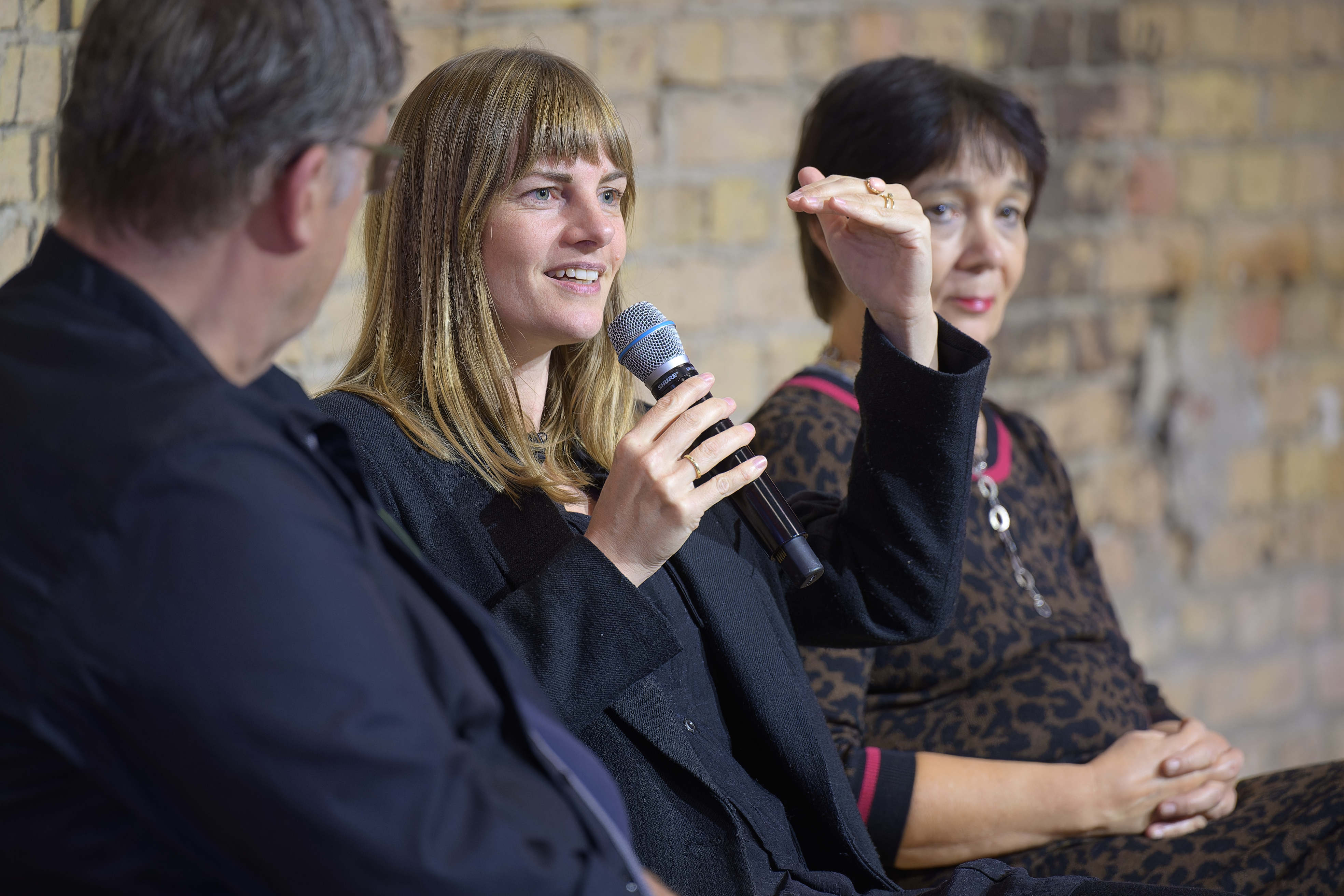
Romy Jaster (2023).

Romy Jaster (* 1985 in Bünde) ist eine deutsche Philosophin und Argumentationstrainerin.

## Leben
Jaster studierte Philosophie an der Universität Bielefeld und an der Berliner Humboldt-Universität. Dort wurde sie 2016 mit der Arbeit Agents’ Abilities promoviert. Sie forscht und lehrt zu den Themen Fähigkeiten und Willensfreiheit sowie zu Postfaktizität an der Humboldt-Universität. Zwischen 2019 und 2022 war sie Geschäftsführerin der Gesellschaft für Analytische Philosophie (GAP). Seit 2017 führt sie gemeinsam mit David Lanius das Forum für Streitkultur, das sich mit Möglichkeiten zur Verbesserung des politischen und öffentlichen Diskurses beschäftigt.

## Wirken
Jasters Forschung befasst sich mit Fake News und Desinformation. In ihrer Arbeit betont sie die Veränderungen im öffentlichen Diskurs, die durch die fragmentierte Medienlandschaft und den Mangel an klassischen „Gatekeepern“ entstanden sind. Sie unterstreicht die Rolle der Philosophie bei der Analyse von Desinformation durch die Entwicklung einer argumentativen und begründungsbasierten Diskurskultur. Sie hebt hervor, dass die Auseinandersetzung mit Desinformation nicht nur ein wissenschaftliches, sondern auch ein gesellschaftliches Anliegen ist, bei dem es zur Förderung einer aufgeklärten Debatte um die Bewertung von Informationen und deren Quellen geht.

## Schriften
- mit David Lanius: Die Wahrheit schafft sich ab – Wie Fake News Politik machen. In: Was bedeutet das alles? Reclam, Ditzingen 2019, ISBN 3-15-019608-6.
- als Hrsg. mit Peter Schulte: Glaube und Rationalität – Gibt es gute Gründe für den (A)theismus? Mentis, Paderborn, 2019, ISBN 3-95743-143-3.
- Agents’ abilities. In: Philosophical analysis, Nr. 83. De Gruyter, Berlin 2020, ISBN 978-3-11-064827-0 (Dissertation, Humboldt-Universität zu Berlin, 2016).
- als Hrsg. mit Geert Keil: Nachdenken über Corona. Philosophische Essays über die Pandemie und ihre Folgen. Reclam, Ditzingen, 2021, ISBN 978-3-15-011349-3.
- mit Geert Keil: Preface: Philosophy and the Public. In: Erkenntnis 90, 795–797 (2025). doi:10.1007/s10670-023-00717-z.

## Auszeichnungen
- Walter de Gruyter-Preis
- Wolfgang-Stegmüller-Preis für Agents’ Abilities[1]